# Kim-Lian
Kim-Lian van der Meij (* 1. října 1980 Beverwijk) je nizozemská herečka, moderátorka, zpěvačka a skladatelka písní.

## Životopis
Kim-Lian pochází z hudební rodiny, oba její rodiče byli profesionálními tanečníky. Kim-Lian wv dětství vyhrála několik tanečních soutěží. Dvakrát, poprvé v 6 a podruhé v 11 letech, se zúčastnila televizního pořadu „De Mini Playbackshow“.
V 16 letech zpívala na několika castinzích a pro modelové agentury. Nedlouho poté obdržela nabídky na menší role i v několika televizních pořadech, například Goede Tijden Slechte Tijden a Kees & Co. Mezi roky 2001 a 2002 působila v pořadu Puzzeltijd.
Poté, co odešla z Puzzeltijd, se v roce 2003 stala moderátorkou pořadu Kids Top 20 na dětské televizní stanici Jetix, který sledovalo kolem 200 000 dětí týdně. Za toto působení obdržela nejvyšší nizozemské ocenění za dětský pořad, nazývané Gouden Stuiver.
Její působení v tomto pořadu skončilo v roce 2013.

## Hudební kariéra

### Balance (2003–2005)
V roce 2003 dostala nabídku od společnosti CMM Records na nahrávání alba. Koncem roku 2003 vydala svůj první singl „Teenage Superstar“, který se dostal na první místo hitparády v Indonésii a uspěl také v Nizozemsku, Belgii, Jihoafrické republice, Švédsku a Itálii.
Po rovněž úspěšném singlu Hey Boy! vydala Kim-Lian první album, nazvané Balance, které se v nizozemské albové hitparádě dostalo na 9. místo.
Třetí singl „Garden of Love“, obsahující „dospělejší“ text, se v Nizozemsku dostal do první čtyřicítky.
Posledním singlem z tohoto alba byl cover písně Kids in America od Kim Wilde. Tato píseň se rovněž v nizozemské hitparádě dostala do první desítky.
Ke konci roku 2004 vydala Kim-Lian DVD nazvané Balance: The Experience, obsahující hudební videa a živá vystoupení.
Následně byla Kim-Lian pozvána do pořadu Top of the Pops vysílaného BBC. V této době také ve Spojeném království vyšla dynamičtější verze „Teenage Superstar“.

### 2006: Just Do It
Poté, co odešla od vydavatelství CMM Records, protože nechtěla zpívat tolik dětských písní, začala Kim-Lian pracovat na svém druhém albu. Chtěla si jej produkovat sama, pomohl ji švédský producent (a její partner) Daniël Gibson. Ve svém domě vytvořili studio a začali skládat písně. Spolupracovali s autory z několika různých zemí, například Švédska, Anglie, Nizozemska a Belgie.
Prvním singlem z alba Just Do It byla píseň „Road to Heaven“, ukázalo se, že Kim může uspět i s písněmi, které nejsou dětské. Uvedená píseň se dostala na 28. místo hitparády Top 40.
12. října vydala druhý singl z tohoto alba, nazvaný „In Vain“. Po šesti týdnech v  Tipparade se předpokládalo, že se skladba dostane následující týden do Dutch Top 40 , což se ale nestalo.
Po tomto albu se Kim-Lian rozhodla vydávat především singly a soundtracky k filmům.

## Muzikály
V roce 1994 hrála Kim-Lian v muzikálu Kruistocht in Spijkerbroek. Koncem roku 2003 se objevila v muzikálu Kunt u mij de weg naar Hamelen vertellen, mijnheer?. V roce 2005 hrála. společně s belgickou zpěvačkou Kathleen Aerts, v muzikálu De Kleine Zeemeermin (Malá mořská víla). Během roku 2007 se objevila ve filmu Doe Maar, založeném na zážitcích stejnojmenné nizozemské skupiny). Následovaly role v adaptacích muzikálů Fame, Footloose a Shrek.

## Komiksy
Kim-Lian se postarala o nizozemský hlas Šmoulinky ve filmech Šmoulové
a Šmoulové 2.

## Osobní život
Kim-Lian je vdaná za švédského producenta Daniela Gibsona (autora písně Teenage Superstar); spolu mají dceru a dva syny.

## Filmové a seriálové role
| Rok       | Název                                             | Role               |
| --------- | ------------------------------------------------- | ------------------ |
| 1994      | Kruistocht in Spijkerbroek                        | ?                  |
| 2003      | Home                                              | Motje              |
| 2004      | Kunt u mij de weg naar Hamelen vertellen, meneer? | Princezna Madelein |
| 2005      | De Kleine Zeemeermin                              | Malá mořská víla   |
| 2007      | Doe Maar                                          | Janis              |
| 2008      | Fame                                              | Carmen Diaz        |
| 2009      | Footloose                                         | Ariel Moore        |
| 2010–2011 | Legally Blonde                                    | Elle Woods         |
| 2011–2012 | Daddy Cool                                        | Roos               |
| 2012–2013 | Shrek                                             | Fiona              |

## Diskografie

### Alba
| Rok  | Album                                                                                        | Umístění v žebříčcích | Umístění v žebříčcích |
| Rok  | Album                                                                                        | NL                    | BE                    |
| ---- | -------------------------------------------------------------------------------------------- | --------------------- | --------------------- |
| 2004 | Balance - první studiové album - vydáno 24. května 2004 - Formát: CD                         | 9                     |                       |
| 2006 | Just Do It - druhé studiové album - vydáno 28. října 2006 - Formát: CD+DVD                   | -                     | -                     |
| 2022 | The Best Of • první kompilační album • vydáno 1. 2022 • Formát: stream + digitální stahování | -                     | -                     |

### Singly
| Rok  | Singl                                      | Umístění v žebříčcích | Umístění v žebříčcích | Umístění v žebříčcích | Umístění v žebříčcích | Umístění v žebříčcích | Umístění v žebříčcích | Album      |
| Rok  | Singl                                      | NL                    | IND                   | BEL                   | SWE                   | DEN                   | TUR                   | Album      |
| ---- | ------------------------------------------ | --------------------- | --------------------- | --------------------- | --------------------- | --------------------- | --------------------- | ---------- |
| 2003 | „Teenage Superstar“                        | 4                     | 1                     | 24                    | 26                    | -                     | -                     | Balance    |
| 2004 | „Hey Boy!“                                 | 6                     | -                     | 48                    | -                     | -                     | -                     | Balance    |
| 2004 | „Garden of Love“                           | 19                    | -                     | -                     | -                     | -                     | -                     | Balance    |
| 2004 | „Kids in America“                          | 15                    | -                     | 50                    | -                     | -                     | -                     | Balance    |
| 2006 | „Road to Heaven“                           | 28                    | -                     | -                     | -                     | -                     | -                     | Just Do It |
| 2006 | „In Vain“                                  | 33                    | -                     | -                     | -                     | -                     | -                     | Just Do It |
| 2007 | „Feel“ (digitální singl)                   | -                     | -                     | -                     | -                     | -                     | -                     | Just Do It |
| 2009 | „Not That Kinda Girl“ (s Lindou Bengtzing) | 32                    | -                     | -                     | -                     | -                     | 13                    |            |
| 2009 | „Gemengde Gevoelens“ (s Fouradi)           | 17                    | -                     | -                     | -                     | -                     | -                     |            |
| 2010 | „How I Like It“ (s The Future presidents)  | -                     | -                     | -                     | 15                    | 15                    | -                     |            |
| 2012 | „Break the Ice“                            | -                     | -                     | -                     | -                     | -                     | -                     |            |

## Filmografie
Kromě muzikálů se Kim-Lian objevila i v několika televizních pořadech.
| Rok  | Film                                   | Role                                       |
| ---- | -------------------------------------- | ------------------------------------------ |
| 2002 | Costa                                  | Greetje                                    |
| 2002 | Bonbini Beach                          | ?                                          |
| 2002 | Kees & Co                              | ?                                          |
| 2005 | Chicken Little                         | Malle Abby (pouze hlas v nizozemské verzi) |
| 2006 | Super Robot Monkey Team Hyperforce Go! | Nova (pouze hlas v nizozemské verzi)       |

### Televize
Toto je seznam moderovaných televizních pořadů
| Rok          | Název                               |
| ------------ | ----------------------------------- |
| 2000–2002    | Call TV                             |
| 2003–2005    | Jetix Planet Live Ahoy              |
| 2005         | Christmas Jumbo Gala XL             |
| 2005         | Top of the Pops (britská verze)     |
| 2003–2006    | Kids Top 20                         |
| od roku 2006 | Nationaal Kids TV                   |
| 2007         | Junior Eurovision Song Contest 2007 |
| 2012         | Junior Eurovision Song Contest 2012 |

## Ocenění a nominace na ně
| Cena                          | Kategorie                                 | Předmět ocenění                                   | Výsledek   |
| ----------------------------- | ----------------------------------------- | ------------------------------------------------- | ---------- |
| 2003 till 2012                |                                           |                                                   |            |
| Nickelodeon Kids Award        | Nejlepší zpěvačka                         | za sebe                                           | oceněna    |
| John Kraaijkamp Musical Award | Nejlepší ženská hlavní role               | De Kleine Zeemeermin                              | nominována |
| John Kraaijkamp Musical Award | nastupující talent                        | Kunt U Mij De Weg Naar Hamelen Vertellen, Meneer? | nominována |
| De Televizier Ring            | De Gouden Stuiver - nejlepší dětský pořad | Kids Top 20                                       | oceněna    |
| Rembrandt Award               | nejlepší filmová píseň                    | Achtste Groepers Huilen Niet                      | nominována |